# Daisies (bài hát)
"Daisies" (tạm dịch: "Những đoá hoa cúc") là một bài hát của ca sĩ người Mỹ Katy Perry được trích từ album phòng thu thứ sáu sắp tới của cô, Smile (2020). Nó sẽ được phát hành vào ngày 15 tháng 5 năm 2020 bởi Capitol Records với vai trò là đĩa đơn mở đường trong album. Bài hát được viết bởi Perry, Jon Bellion và Jacon Kasher, được sản xuất bởi The Monsters & Strangerz. Bài hát đã được gửi tới các đài phát thanh nhạc pop và định dạng radio pop vào ngày 18 tháng 5 và 2 tháng 6 năm 2020.

## Bối cảnh và phát hành
Vào ngày 30 tháng 5 năm 2017, Perry tuyên bố rằng cô sẽ bắt đầu sản xuất cho album mới trong thời gian tổ chức Witness: The Tour, và việc viết bài hát bắt đầu sau chặng đầu tiên của tour diễn, khi Perry được phát hiện cùng Ian Kirkpatrick. "Katy Perry và tôi đã có một phiên," Kirkpatrick nói. "Chúng tôi đã làm một vài ngày và cô ấy thật tuyệt vời. Trước bất kỳ tác phẩm nghệ thuật nào của cô ấy, Katy Perry với tư cách là một người hài hước nhất mà tôi từng gặp trong đời. Tôi đã rất ngạc nhiên." Trong chuyến lưu diễn châu Âu, Perry đã dừng chân tại Stockholm, Thụy Điển nơi cô tái hợp với Max Martin. Trong chặng diễn tại châu Đại Dương, Zedd được công bố là người mở màn cho chương trình. Trước đây anh từng nhận xét muốn làm việc với Perry nhưng không bao giờ có cơ hội. Zedd đã tweet một video về kinh nghiệm của mình và Perry được nhìn thấy trong phòng thu với anh ta. Sự hợp tác của họ, "365", được phát hành vào ngày 14 tháng 2 năm 2019. "Never Really Over" do Zedd sản xuất chính cũng được trình làng vào ngày 31 tháng 5 năm 2019, ban đầu được dự đoán là đĩa đơn mở đường cho album "KP5", thuật ngữ mà cô dùng để nhắc tới album phòng thu thứ 6 sắp tới.
Vào ngày 12 tháng 12 năm 2019, đã thông báo trong một cuộc phỏng vấn rằng album có thể sẽ được phát hành vào năm 2020, và sau đó phát hành "Never Worn White". Vào ngày 7 tháng 5 năm 2020, Perry thông báo qua phương tiện truyền thông xã hội rằng đĩa đơn album sắp phát hành của cô, mang tên "Daisies", sẽ được phát hành vào ngày 15 tháng 5 năm 2020. Cùng ngày, bìa đĩa đơn được đăng tải, với cảnh Perry mỉm cười trên cánh đồng hoa cúc vàng.
Trên một buổi phát trực tiếp trên Facebook, Perry đã chia sẻ chi tiết về bài hát này, rằng: "Đây là một bài hát cho tất cả những giấc mơ mà các bạn đã mơ ước và tất cả những điều bạn muốn đạt được". Khi "Daisies" được công chiếu, cô cũng tiết lộ trên phương tiện truyền thông xã hội rằng bài hát đã được viết "vài tháng trước như một lời kêu gọi vững tin với mục tiêu mà bạn đặt ra cho mình, bất kể người khác nghĩ gì".

## Đánh giá
Alexa Camp của Slant Magazine mô tả bài hát như một "bản ballad khí quyển". Brittany Spanos của Rolling Stone mô tả đĩa đơn mới của Perry là một "đường đua bùng nổ, trao quyền [...] tươi sáng". Chuck Arnold của New York Post cho rằng đây là "ca khúc hay nhất của Perry kể từ khi cô phát hành Prism vào năm 2013". Jem Aswad of Variety đánh giá bài hát này tương đồng với "Firework", cho thấy cô ấy sẽ trở thành ca sĩ đến mức nào. Biên tập viên của Variety, Chris Murphy, cũng đánh giá tốt bài hát này. Jessica Castillo, biên tập viên của Teen Vogue, đã ca ngợi chủ đề về lòng tự trọng và cảm hứng của bài hát, kết luận rằng "Daisies" là "một lời nhắc nhở hoàn hảo để giữ con đường của bạn và không để tâm đến những người nghi ngờ bạn".

## Video âm nhạc
Video âm nhạc do Liza Voloshin đạo diễn, đã được phát hành cùng với đĩa đơn vào ngày 15 tháng 5 năm 2020. Nó được quay trong quá trình phong toả toàn quốc và giới thiệu một Perry đang mang thai trong một khung cảnh tự nhiên. Perry đã tiết lộ rằng video âm nhạc này không phải là kế hoạch ban đầu, nhưng do đại dịch COVID-19, buổi quay đầu tiên diễn ra vào ngày 13 tháng 3 năm 2020 đã bị hủy bỏ.

## Biểu diễn trực tiếp và quảng bá
Katy Perry biểu diễn trực tiếp bài hát lần đầu tiên trong đêm chung kết của chương trình American Idol mùa thứ 18 vào ngày 17 tháng 5 năm 2020.

## Danh sách bài hát
Tải xuống kỹ thuật số/phát trực tuyến
1. "Daisies" - 2:53

7 inch single
- Side A - "Daisies" - 2:53
- Side B - "Daisies" (instrumental) - 2:53

## Đội ngũ thực hiện
Danh sách được lấy từ Tidal.
| - Katy Perry – giọng hát, sáng tác - Chris Anokute – A&R - Jonathon Bellion – sáng tác, hát bè - Rachel Findlen – kỹ sư - Lauren Glucksman – A&R - John Hanes – mix - Jacob Kasher Hindlin – sáng tác | - Jordan K. Johnson – sáng tác - Stefan Johnson – sáng tác - Dave Kutch – mastering engineer - Michael Pollack – sáng tác, guitar - Pierre-Luc Rioux – guitar - Gian Stone – sản xuất giọng hát - The Monsters & Strangerz – sản xuất |

## Xếp hạng
| Bảng xếp hạng (2020)                   | Vị trí cao nhất |
| -------------------------------------- | --------------- |
| Australia (ARIA)                       | 37              |
| Áo (Ö3 Austria Top 40)                 | 64              |
| Bỉ (Ultratip Flanders)                 | 6               |
| Bỉ (Ultratip Wallonia)                 | 34              |
| Canada (Canadian Hot 100)              | 37              |
| Canada CHR/Top 40 (Billboard)          | 48              |
| Cộng hòa Séc (Singles Digitál Top 100) | 68              |
| Châu Âu Digital Song Sales (Billboard) | 6               |
| Greece (IFPI)                          | 67              |
| Hungary (Single Top 40)                | 23              |
| Ireland (IRMA)                         | 27              |
| Italy (FIMI)                           | 70              |
| Japan Hot Overseas (Billboard)         | 12              |
| Lithuania (AGATA)                      | 46              |
| Netherlands (Dutch Top 40 Tipparade)   | 14              |
| Netherlands (Single Tip)               | 10              |
| New Zealand Hot Singles (RMNZ)         | 3               |
| Scotland (OCC)                         | 4               |
| Slovakia (Singles Digitál Top 100)     | 74              |
| Spain Digital Song Sales (Billboard)   | 4               |
| Swedish Heatseeker (Sverigetopplistan) | 10              |
| Thụy Sĩ (Schweizer Hitparade)          | 57              |
| Anh Quốc (OCC)                         | 37              |
| Hoa Kỳ Billboard Hot 100               | 40              |
| Hoa Kỳ Adult Pop Airplay (Billboard)   | 18              |
| Hoa Kỳ Adult Contemporary (Billboard)  | 29              |
| US Rolling Stone Top 100               | 28              |

## Lịch sử phát hành
| Quốc gia       | Ngày                | Định dạng                 | Hãng đĩa          | Ng.    |
| -------------- | ------------------- | ------------------------- | ----------------- | ------ |
| Nhiều quốc gia | 15 tháng 5 năm 2020 | Tải xuống phát trực tuyến | Capitol           | [ 49 ] |
| Úc             | 15 tháng 5 năm 2020 | Contemporary hit radio    | Capitol           | [ 50 ] |
| Ý              | 15 tháng 5 năm 2020 | Contemporary hit radio    | Universal         | [ 51 ] |
| Vương quốc Anh | 15 tháng 5 năm 2020 | Contemporary hit radio    | Capitol           | [ 52 ] |
| Hoa Kỳ         | 18 tháng 5 năm 2020 | Adult contemporary        | Capitol           | [ 53 ] |
| Hoa Kỳ         | 2 tháng 6 năm 2020  | Contemporary hit radio    | Capitol           | [ 54 ] |
| Nhiều quốc gia | 31 tháng 6 năm 2020 | 7-inch single             | Capitol Universal | [ 55 ] |